# Umwani
Genre
Umwani est un genre d'araignées aranéomorphes de la famille des Cyatholipidae.

## Distribution
Les espèces de ce genre se rencontrent en Tanzanie et au Malawi.

## Liste des espèces
Selon World Spider Catalog (version 16.0, 27/02/2015) :
- Umwani anymphos Griswold, 2001
- Umwani artigamos Griswold, 2001

## Publication originale
- Griswold, 2001 : A monograph of the living world genera and Afrotropical species of cyatholipid spiders (Araneae, Orbiculariae, Araneoidea, Cyatholipidae). Memoirs of the California Academy of Sciences, vol. 26, p. 1-251 (texte intégral).